# RCVR
RCVR je americký sci-fi seriál dostupný ve formě streamu na portálech youtube.com a machinima.com. V současné době (1. listopadu 2011) byla uzavřena první šestidílná série.
Seriál se zabývá fenoménem UFO a jako spouštěč událostí je uveden záznam letecké operace ve Vietnamu, na kterém se objevila tajemná zářící světla pronásledující americký vojenský letoun. Nosnou myšlenkou je poznání, že na Zemi jsou tzv. Receiveři (vysílače) – lidé, kteří mohou komunikovat s mimozemskou inteligencí a umožňují tak lidstvu odhalovat neobvyklé jevy a poznatky.